# Rio Tapira
O rio Tapira é um curso de água que banha o estado da Paraíba, no Brasil.